# Draba involucrata
Draba involucrata är en korsblommig växtart som först beskrevs av William Wright Smith, och fick sitt nu gällande namn av William Wright Smith. Draba involucrata ingår i släktet drabor, och familjen korsblommiga växter. Inga underarter finns listade i Catalogue of Life.